# Dogganal, Holalkere
Dogganal là một làng thuộc tehsil Holalkere, huyện Chitradurga, bang Karnataka, Ấn Độ.